# コシャペロン
コシャペロン（英: co-chaperone）は、タンパク質のフォールディング過程において、Hsp70やHsp90などのシャペロンを補助する機能を果たすタンパク質群である。コシャペロンには非常に多くの種類が存在するが、ドメイン構造に基づいた分類では、大部分はJドメインタンパク質またはTPRタンパク質に分類される。
コシャペロンはタンパク質のフォールディング過程において、熱ショックタンパク質（Hsp）を補助する。こうしたコシャペロンはいくつかの方法で機能するが、主に自身が結合した熱ショックタンパク質のATPアーゼ機能と関係した形で機能する。コシャペロンは対応するシャペロンに対してATPとADPの加水分解サイクルを触媒することで大規模なコンフォメーション変化を可能にし、基質への高親和性結合もしくはフォールディング後の基質放出のいずれかをもたらす。
Jタンパク質、DnaJ、もしくはHsp40と呼ばれるタンパク質群はHsp70（DnaK）に対する重要なコシャペロンである。これらはフィールディングしていないポリペプチドに結合してシャペロンタンパク質DnaKをリクルートし、シャペロンのATP加水分解活性を触媒することでフォールディングしていないポリペプチドに対するシャペロンの高親和性結合を可能にして受け渡す。その後のフォールディング過程では、他のコシャペロンGrpEがDnaKのコンフォメーション変化を引き起こし、フォールディングしたタンパク質の放出を可能にする。TPRタンパク質の作用機構の研究は比較して進んでいないが、Hsp90やHsp70と相互作用することが示されており、Hsp70-Hsp90シャペロン複合体の形成に関与している可能性がある。
コシャペロンは、嚢胞性線維症などのタンパク質ミスフォールディング病にも重要な役割を果たしている可能性がある。Hsp90とそのコシャペロンであるAha1との相互作用は、嚢胞性線維症に関係するCFTRタンパク質の正しいフォールディングに必要不可欠である。コシャペロンが疾患に関与している他の例としては、神経変性疾患がある。アルツハイマー病やパーキンソン病には、適切なシャペロンの作用を受けなければ凝集するいくつかのタンパク質が関与している。コシャペロンCSPα（DNAJC5）、 オーキシリン（DNAJC6）、RME-8（DNAJC13）はタンパク質の適切なフォールディングや組み立ての維持に重要であり、タンパク質の凝集を防ぐ役割を果たしている。これらのタンパク質の変異は、神経変性疾患の早期発症と関連している。

## 関連文献
- “More than folding: localized functions of cytosolic chaperones”. Trends in Biochemical Sciences 28 (10):  541–7. (October 2003). doi:10.1016/j.tibs.2003.08.009. PMID 14559183.